# 2022 LO17
2022 LO17 est un objet transneptunien considéré comme centaure, découvert en cherchant une cible potentielle pour la sonde New Horizons.
2022 LO17 a un diamètre estimé à environ 110 km, son arc d'observation est de seulement 28 jours, il est donc mal connu.